# ناوشکن کلاس کانفلیکت
ناوشکن کلاس کانفلیکت (به انگلیسی: Conflict-class destroyer) یک کلاس از کشتی است که طول آن ۲۰۰ فوت (۶۱ متر) می‌باشد.